# Musée royal de l'Ontario
 (avril 2022).
Si vous disposez d'ouvrages ou d'articles de référence ou si vous connaissez des sites web de qualité traitant du thème abordé ici, merci de compléter l'article en donnant les références utiles à sa vérifiabilité et en les liant à la section « Notes et références ».
Le Musée royal de l'Ontario (en anglais, Royal Ontario Museum - ROM) est un musée de culture mondiale et d'histoire naturelle situé au 100 du Queen’s Park, à Toronto, la ville la plus peuplée du Canada. C'est le cinquième plus grand en Amérique du Nord et il abrite plus de six millions d'objets. Il possède de notables collections sur les dinosaures, l'art du Proche-Orient, d'Afrique et d'Asie de l'Est, l'histoire européenne et l'histoire du Canada.
Le musée est situé dans le centre-ville, au coin sud-ouest de Bloor Street et Queen's Park, au nord du complexe législatif du même nom, Queen's Park, et du côté est de la promenade des philosophes de l'Université de Toronto. Créé en 1912 par le gouvernement provincial, le ROM était géré par l'Université de Toronto jusqu'en 1955. À présent devenu une institution indépendante, il maintient encore une relation étroite avec l'université, partageant les expertises et les ressources.
Le plan du musée suit la forme d'un « H » orienté sud-nord. À l'est se trouvent l'aile de la famille Weston et l'entrée Weston. Au nord se trouve l'extension dessinée par l'atelier de Daniel Libeskind appelée « cristal Michaël Lee-Chin ».

## Historique

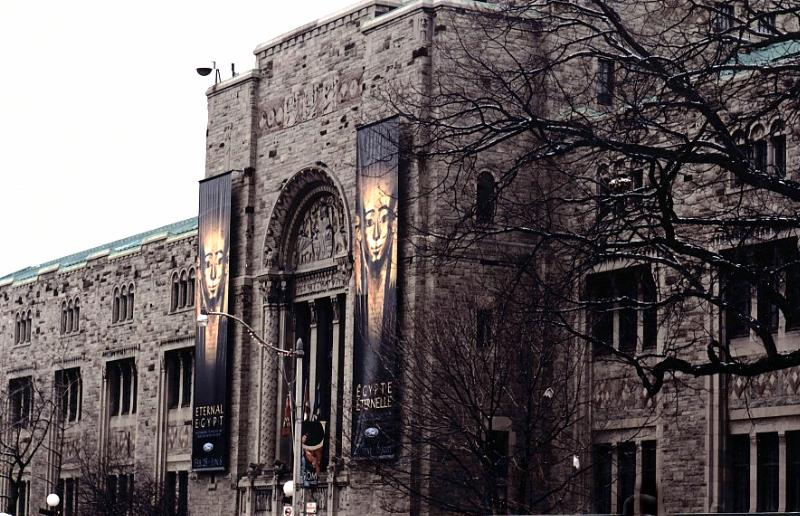
Musée royal de l'Ontario, ancienne façade côté est.

Inauguré le 14 mars 1914 par le duc de Connaught, gouverneur général du Canada, le bâtiment original du musée a été conçu par les architectes de Toronto, Frank Darling et John A. Pearson. Le style architectural est du néo-roman italien, populaire en Amérique du Nord dans les années 1870. La structure est assez lourde, ponctuée par des fenêtres avec de gros encadrements et surmontées de moulures, et surplombée d'une corniche décorative.
Quand le site du musée a été choisi, il était encore à la limite de la zone construite de la ville et loin du quartier des affaires. La location a été sélectionnée pour sa proximité avec l'Université de Toronto. Le bâtiment a été construit à la limite ouest, contre la Promenade des Philosophes (Philosopher's Walk), l'entrée donnant sur Bloor Street. C'était la première phase d'un plan de masse en deux parties qui devait permettre l'expansion en un bâtiment en H.

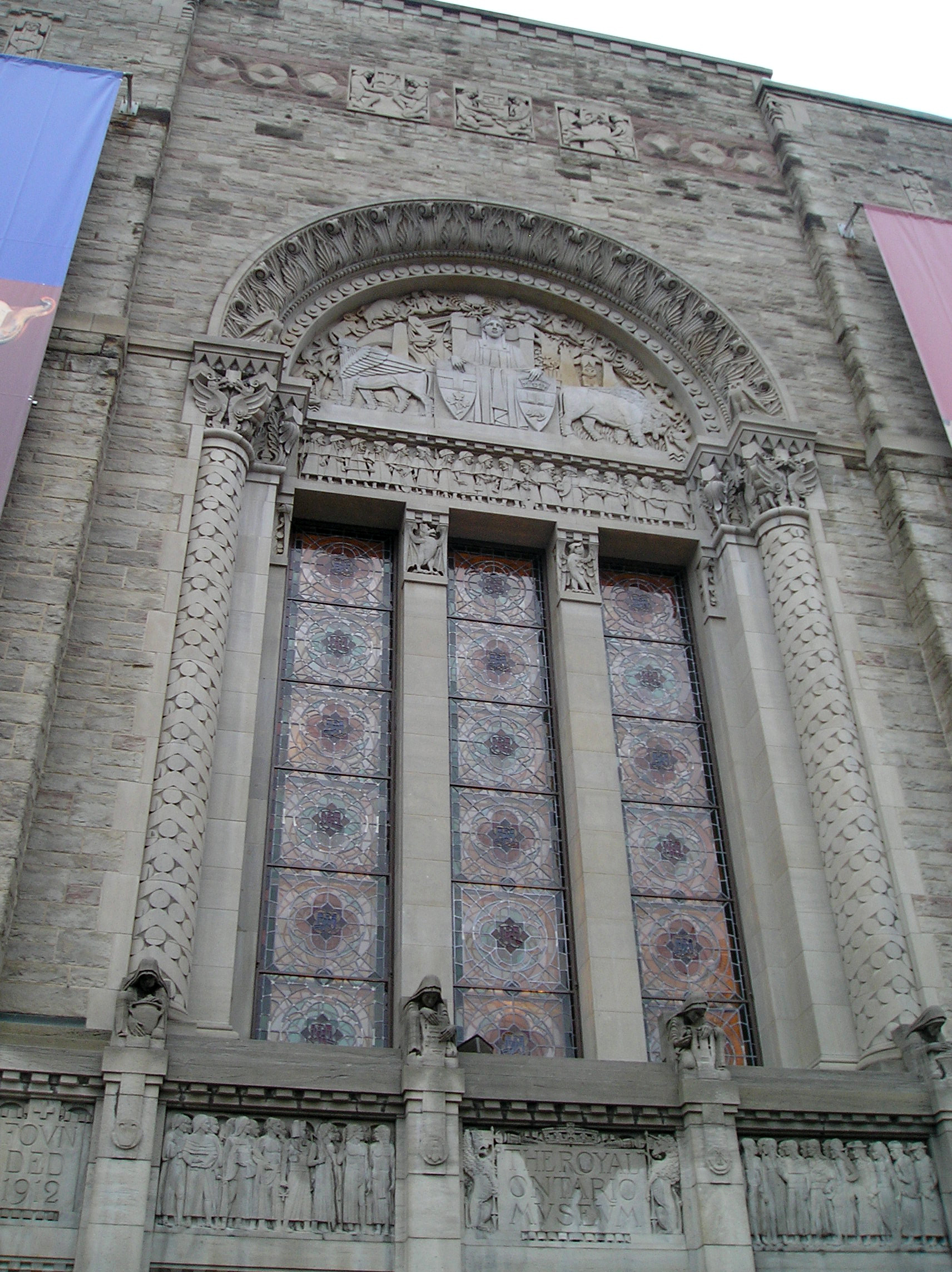
Façade est du Musée royal de l'Ontario, construite en 1933.

### Première extension
La première extension, une nouvelle aile ajoutée au bâti originel, fut inaugurée le 12 octobre 1933. Elle devint la nouvelle entrée principale du musée. Pour permettre l'emploi d'un maximum d'hommes pendant la Grande Dépression, l'excavation pour les fondations et le soubassement fut réalisée à la main, avec des équipes de travailleurs se relayant chaque semaine. La nouvelle aile fut conçue par Chapman et Oxley (en). Elle nécessita la démolition de Argyle House, une bâtisse victorienne située au 100 Queen's Park.
L'aile de liaison et la façade arrière (ouest) de l'aile du Queen's Park furent originellement construites dans la même brique jaune que le bâtiment de 1914, avec moins de détails italianisant. Cependant, la façade principale de l'expansion cassait avec le style italien de la structure originale. Elle était faite dans un style plus néo-byzantin avec de la pierre rustique, des fenêtres triples contenues dans des arches en renfoncement, et des pierres de différentes couleurs arrangées en divers motifs. Ce développement d'un style inspiré du roman italien à un style influencé par celui byzantin reflète le développement historique de l'architecture byzantine depuis l'architecture romane. Commune aux bâtiments néo-byzantins en Amérique du Nord, la façade contient également des éléments de néo-gothique par ses gargouilles et statues. La nouvelle aile inclut l'ancienne rotonde d'entrée en art déco, d'inspiration byzantine, qui fait face à l'est sur Queen's Park Road. Le plafond décoré de cette rotonde est couverte principalement de carreaux de mosaïque dorés, avec une mosaïque de motifs géométriques et d'images d'animaux réels et mythiques.
Le bâtiment original et son extension sont classés comme héritage de Toronto depuis 1973.

### Seconde extension
La deuxième grande extension fut celle des galeries de la Terrasse Queen Elizabeth II du côté nord de l'édifice, et le centre d'exposition au sud, commencé en 1978, complété en 1984, et conçu par l'architecte de Toronto Gene Kinoshita accompagné de Mathers & Haldenby.
La nouvelle construction indiquait que le « jardin chinois » (Chinese Garden) qui était jusqu'alors situé au nord du bâtiment en face de Bloor, ainsi que le restaurant qui la jouxtait, devait être détruits.
En 1964, le planétarium McLaughlin fut ajouté au sud, et un atrium sur plusieurs niveaux fut ajouté en 1975, doublant l'espace au sol. Le planétarium fut fermé en 1995 puis rouvert temporairement en 1998 en tant que Children's Own Museum. Il sert actuellement principalement d'espace de stockage.
Inaugurée en 1984 par la reine  Élisabeth II, en tant que reine du Canada, une extension ayant coûté 55 millions de dollars fut construite dans un style moderne, en béton armé, verre et panneaux de béton pré-contraint et agglomérés. Il prend la forme de volumes superposés, chaque nouvelle couche orientée face à Bloor Street, créant un effet de terrasse. Bien que le design de cette extension remporta le prix d'architecture du gouverneur général, la dernière série de galeries fut remplacée par la nouvelle extension de l'architecte Daniel Libeskind, dont la construction a débuté en 2004.

### Développements récents

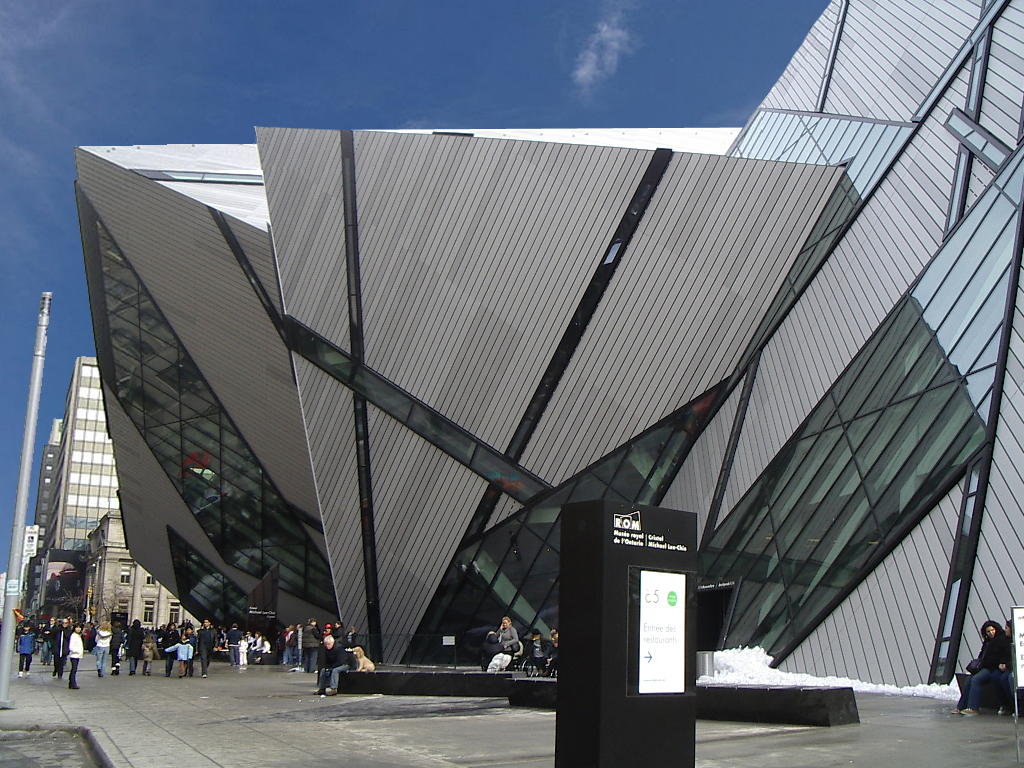
Musée Royal de l'Ontario, nouvelle façade côté nord

Le musée a subi à partir de 2002 une restauration majeure et un nouveau cycle d'extensions, surnommé « Renaissance ROM ». La pièce centrale en est la construction d'un nouveau bâtiment conçu par les architectes Daniel Libeskind et Bregman + Hamann Architects. Les galeries et bâtiments existants sont également restaurés. Le coût final du projet est de 250 millions de dollars canadiens.

#### Le «Cristal Michael Lee-Chin»
L'extension dessinée par l'atelier d'architecture de Daniel Libeskind est appelé le « Cristal Michael Lee-Chin  » en hommage à Michael Lee-Chin, qui l'a financé à hauteur de 30 millions de dollars. Le musée souhaitait agrandir le bâtiment et moderniser son image. Le projet du Cristal Michael Lee-Chin a été sélectionné parmi plus de 50 projets proposés lors d'un concours international. L'architecte Daniel Libeskind s'est inspiré de la collection de minéraux du musée de l'Ontario. Il a nécessité l'utilisation de logiciels de conception 3D pour faire face aux défis de réalisation d'un édifice aussi complexe. Le nouveau bâtiment a été inauguré le 9 juin 2007,. Il contient la nouvelle entrée du musée, une boutique souvenirs, sept nouvelles galeries d'exposition et un hall dans le sous-sol. Il représente un quart de la surface totale du musée.
Le Cristal se trouve au nord du musée et s'élève sur quatre niveaux et il a une allure monumentale. L'extension mesure 9000 mètres carrés. La pointe la plus haute domine la rue Bloor à 36,50 mètres de hauteur. Un total de 3 175 tonnes d'acier ont été nécessaires pour fabriquer les poutres de la charpente. 38 tonnes d'acier ont permis de fabriquer les boulons d'assemblage. L'extension se compose de cinq volumes qui se croisent et s’entrelacent.  

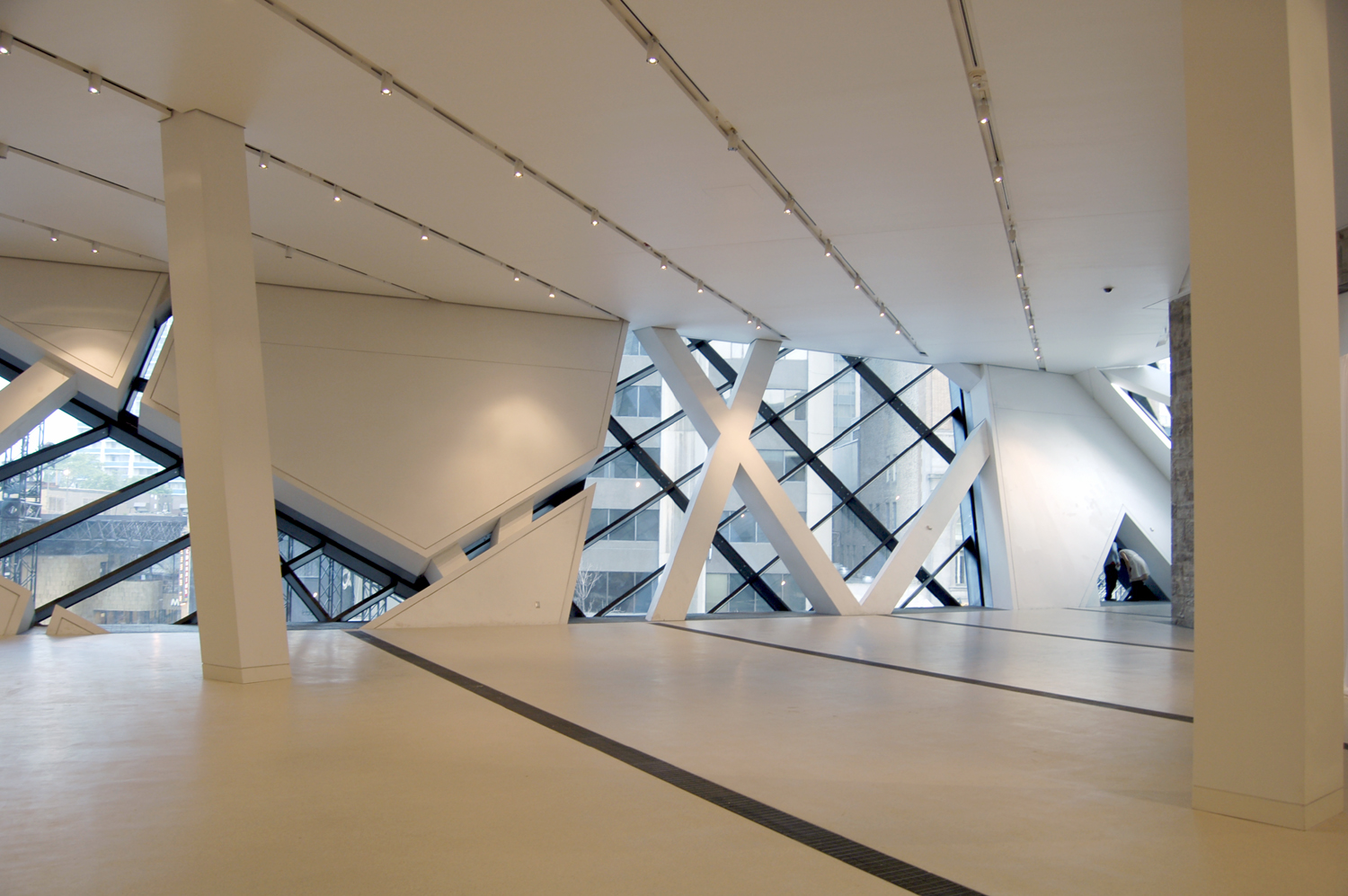
L'intérieur du Cristal

La charpente en acier a été fabriquée et assemblée par Walters Inc. de Hamilton, une entreprise de l'Ontario. Le revêtement en aluminium anodisé extrudé a été fabriqué par Josef Gartner en Allemagne, la seule entreprise au monde capable de produire ce matériau. La société a également fourni le revêtement en titane du musée Guggenheim de Frank Gehry à Bilbao, en Espagne.
Le design du bâtiment est similaire à celui de plusieurs autres travaux de Libeskind, comme le Musée juif de Berlin et le bâtiment Fredric C. Hamilton du musée d'Art de Denver. L'extension recouvre les galeries terrasses par une forme déconstructiviste cristalline composée à 25 % en verre (une surface totale de 162 mètres carrés de panneaux) et 75 % aluminium. Elle se compose de cinq prismes autoporteurs et reliés au bâtiment historique par un réseau de passerelles.
L'intérieur de l'extension est baignée de lumière grâce à l’utilisation du verre et des cinq formes de cristal. Son originalité réside dans ses murs et ses cloisons en pente et de formes diverses qui provoque chez le visiteur une impression de confusion spatiale. Au dernier niveau, le toit des salles d'exposition est pentu et les pièces forment des pyramides irrégulières.  

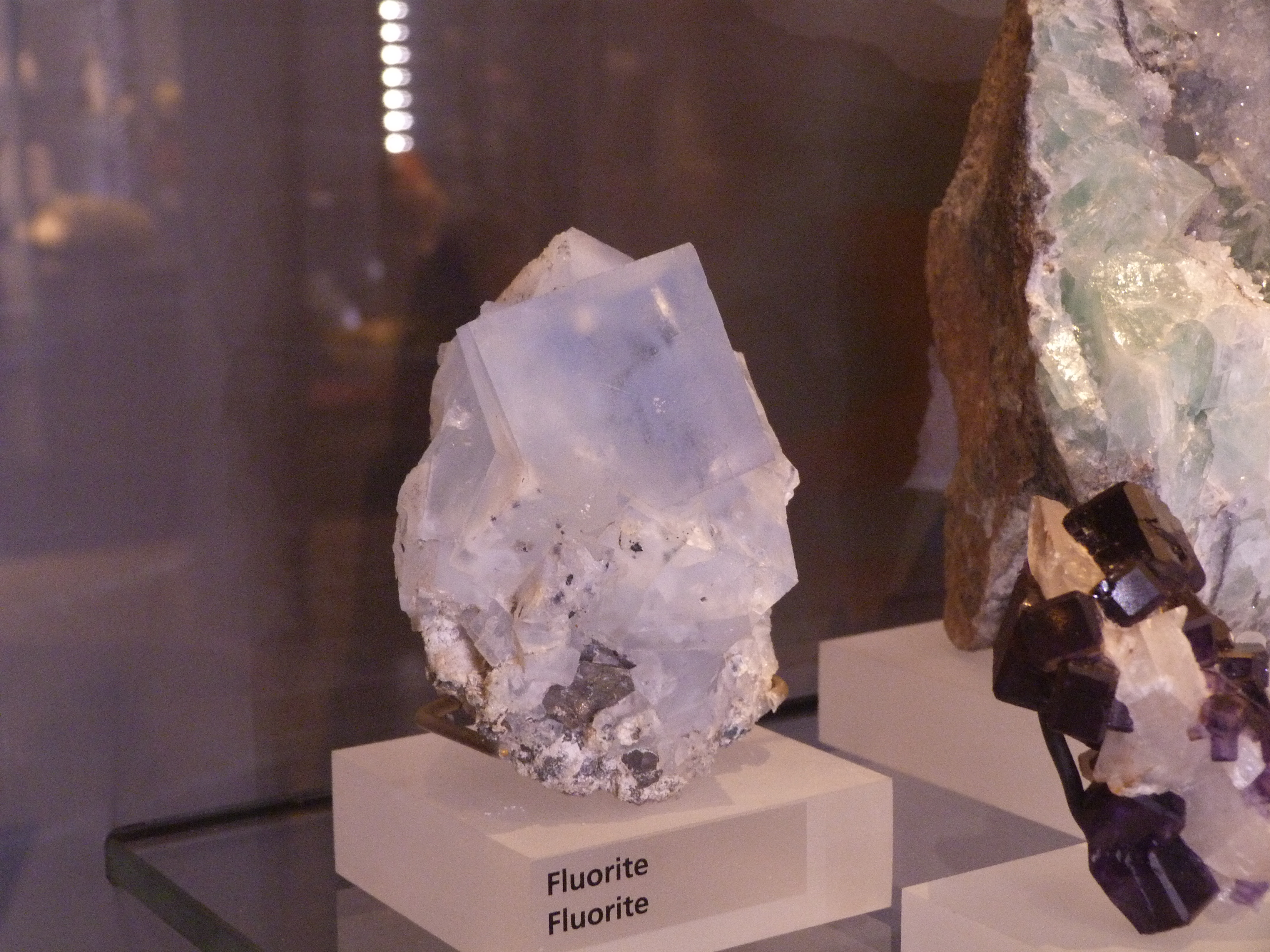
Cristal de fluorite exposé au Musée royal de l'Ontario

Le Cristal Micheal Lee-Chin est en rupture avec le reste du bâtiment muséal : il tranche avec la rigueur, les façades symétriques, les alignements classiques de fenêtres, les ornements, les matériaux et les couleurs (briques jaunes). L'extension présente des formes irrégulières, un plan asymétrique, un rythme des fenêtres irrégulier. Elle dépasse en hauteur mais aussi en profondeur de l'ancien musée. Elle s'oppose au plan rectangulaire et aux angles droits de l'édifice d'origine. Elle se présente comme une greffe, une apparition, comme si un cristal avait poussé au milieu des bâtiments traditionnels. Son architecture est originale et reconnaissable au premier coup d'œil. L'agrandissement et la modernisation du Musée royal de l'Ontario aurait pu aboutir à la destruction du bâtiment d'origine ou à la création d'un nouvel édifice : au contraire, il a été décidé de le conserver et de le rénover, dans un esprit de continuité architecturale. Les formes cristallines mettent en abîme la collection de minéralogie. L'extension est structurellement indépendante des anciens bâtiments. À l'intérieur, il est possible d'apercevoir les murs du musée d'origine : ils sont en briques jaunes alors que la nouvelle structure est lisse, blanche et déstructurée.

### Galeries de culture du monde

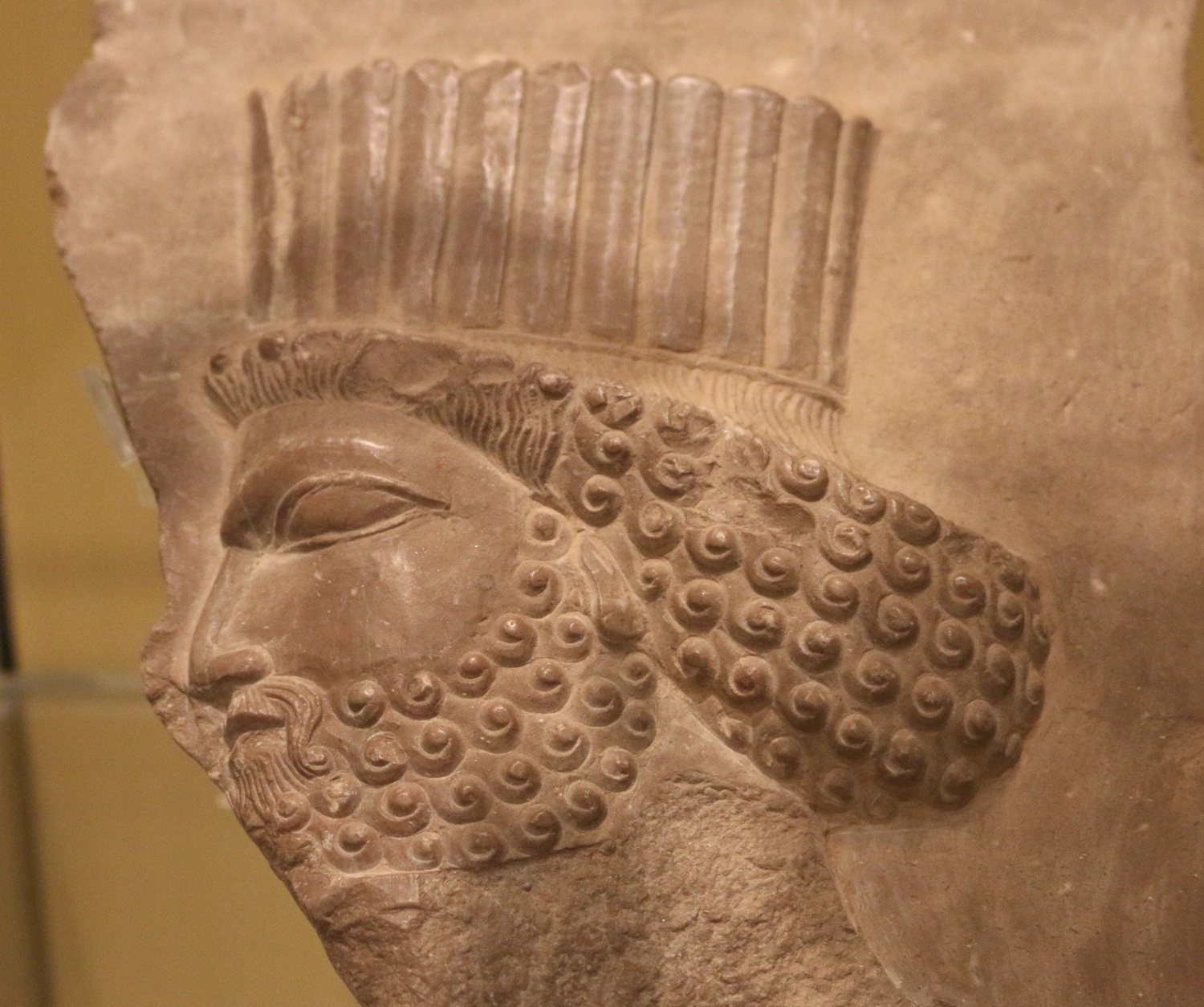
Artifact persan au Musée royal de l'Ontario

### Identité visuelle (logo)

Logo jusqu'en 2006
Logo de 2006 à 2013
Logo depuis mars 2013

## Galeries

### Galerie de l’Asie du Sud sir Christopher Ondaatje
La Galerie de l’Asie du Sud sir Christopher Ondaatje présente des sculptures liturgiques, des armes et des armures, des peintures et des textiles datant de plus de 5 000 ans et venant du Bangladesh, du Bhoutan, la Perse, de l’Inde, des Maldives, du Népal, du Pakistan, du Sri Lanka et du Tibet.